# Aragua (đô thị)
Đô thị Aragua là một trong 21 đô thị (Municipio) tạo nên bang Anzoátegui của Venezuela, có dân số 32.558 người vào năm 2007 theo Cục thống kê dân số quốc gia Venezuela..  Thị xã Aragua de Barcelona là thủ phủ đô thị Aragua.

## Dân số
Đô thị Aragua có dân số 32.558 vào năm 2007 (tăng từ 28.723 người năm 2000). Dân số chiếm 2,2% tổng dân số bang.  Mật độ dân số 20 người trên mỗi dặm Anh vuông hay 12,41 người/km².

## Chính quyền
Thị trưởng đô thị Aragua là Juan de Dios Figueredo, được bầu vào ngyaf 31 tháng 10 năm 2004 với 54% phiếu bầu. Ông đã thay thế Gilberto Cabrera ngay sau cuộc bầu cử. Đô thị này được chia thành 2 giáo khu: Capital Aragua và Cachipo.